# Glenburn (Maine)
Glenburn – miasto w Stanach Zjednoczonych, w stanie Maine, w hrabstwie Penobscot.